# Tafel (meubilair)

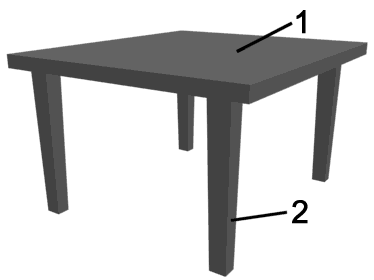
Een tafel: 1. het blad 2. de poot

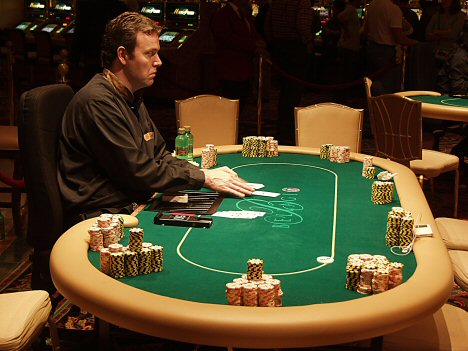
Een pokertafel

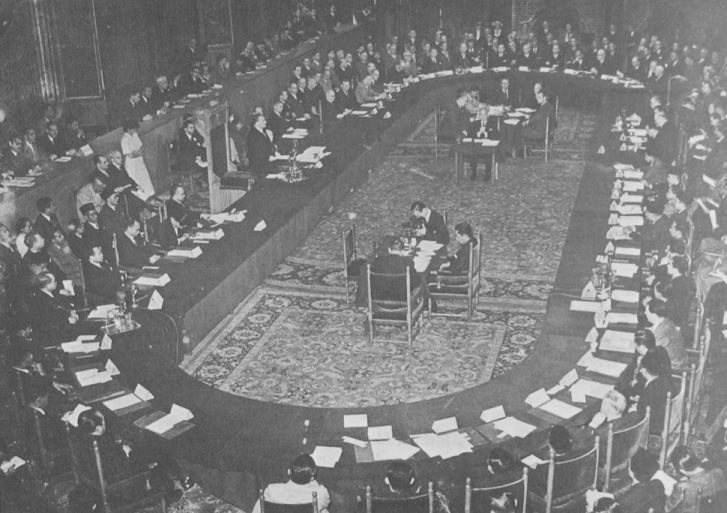
De Nederlands-Indonesische rondetafelconferentie van 1949

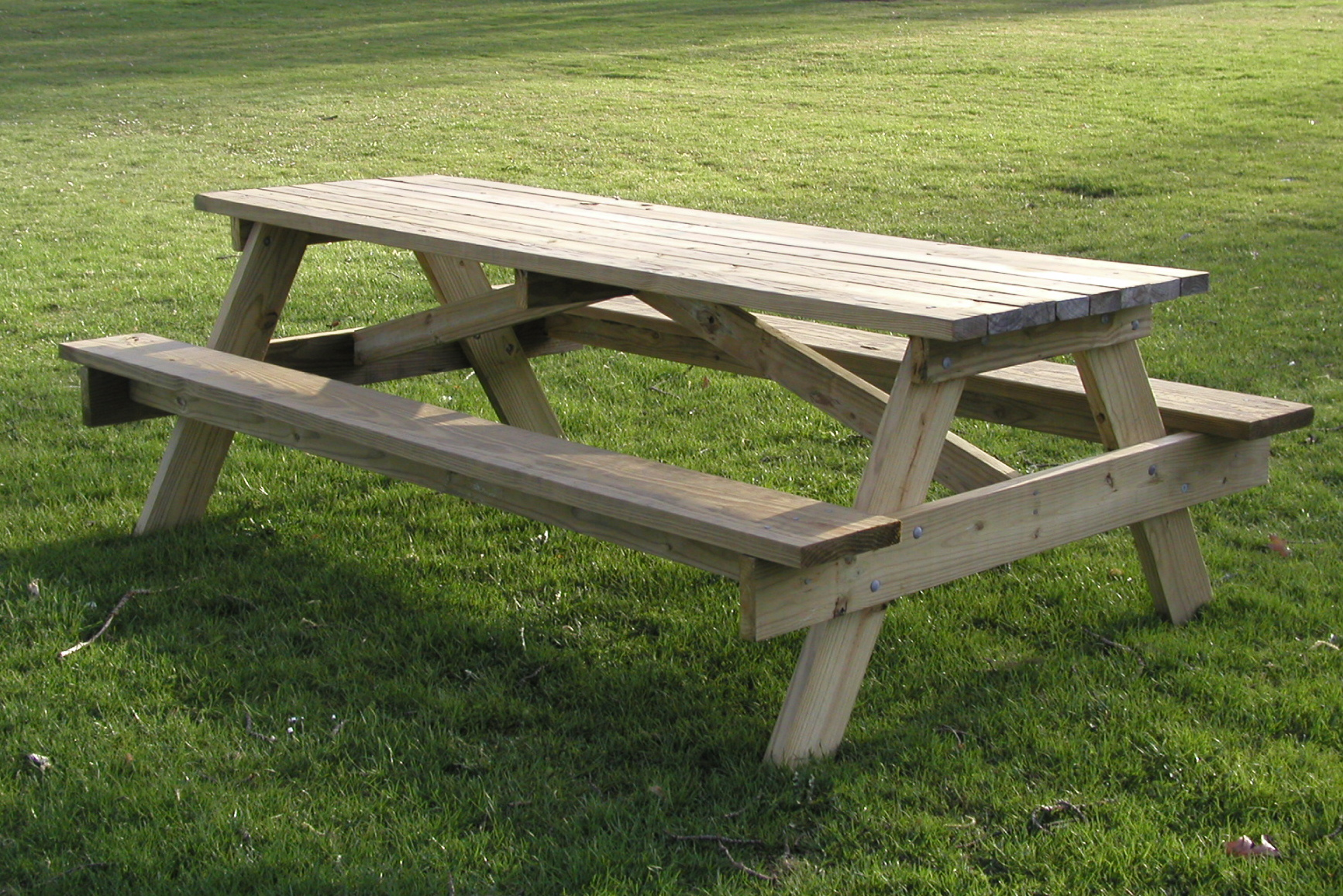
Een picknicktafel (met bankjes aan de tafel)

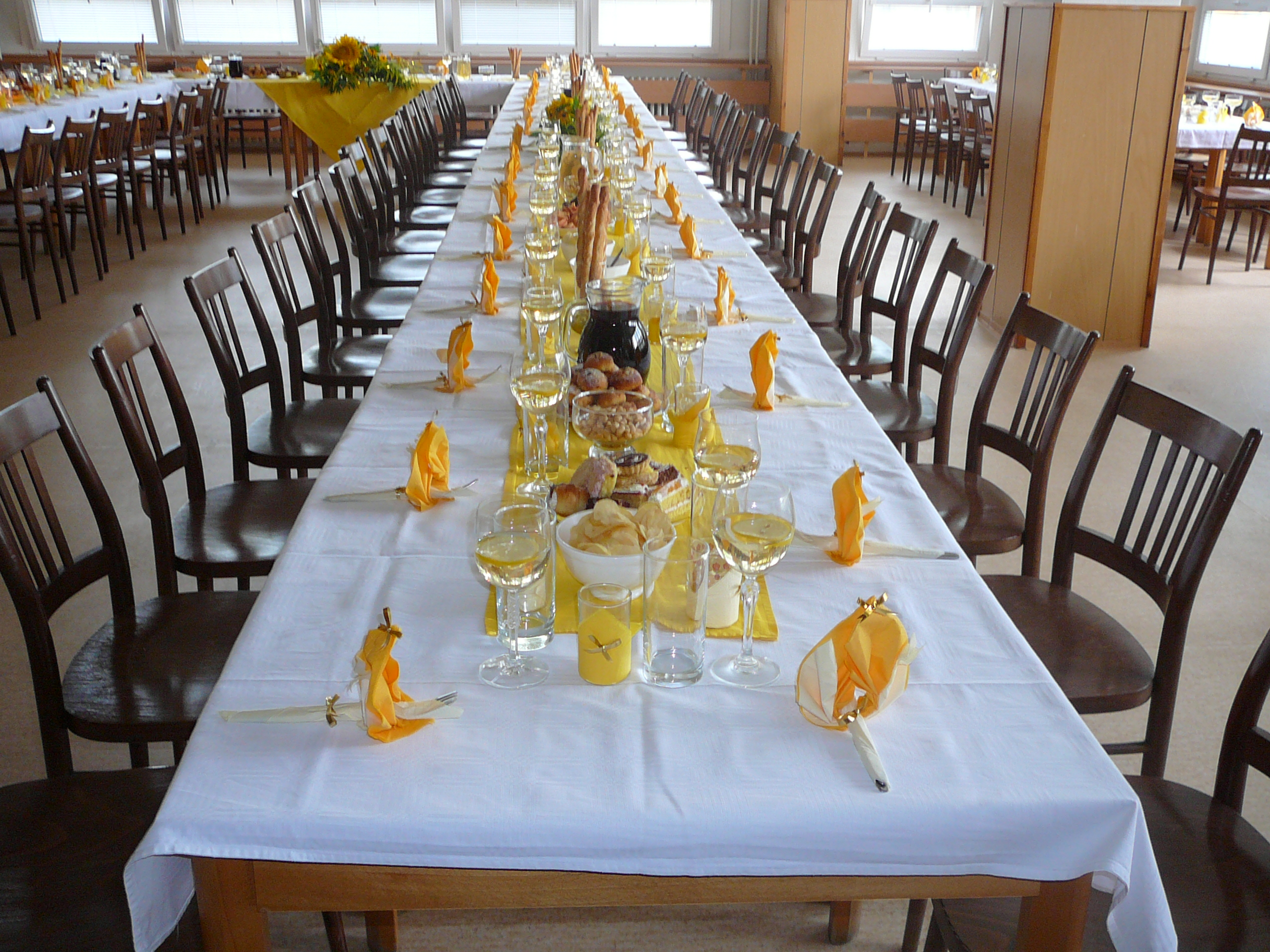
De gedekte tafel

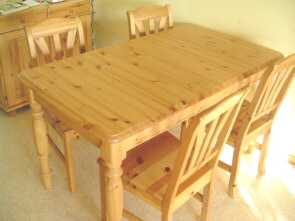
Een eettafel met stoelen

Een tafel is een verhoogd plat vlak waaraan bijvoorbeeld wordt gegeten, gewerkt, of gespeeld. 
Een tafel bestaat uit een horizontaal verhoogd plat vlak, het tafelblad dat afhankelijk van de uitvoering ondersteund wordt door een of meer poten of schragen, of op andere wijze gesteund of bevestigd wordt, bijvoorbeeld aan een muur.

## Geschiedenis
Sinds de mens met gereedschap leerde werken, maakt hij tafels om zijn primaire activiteiten te vereenvoudigen.

## Etymologie
Het woord tafel is te herleiden tot het Latijnse tabula, dat zo veel betekent als: plaat, plank, plat vlak.

## Soorten tafels

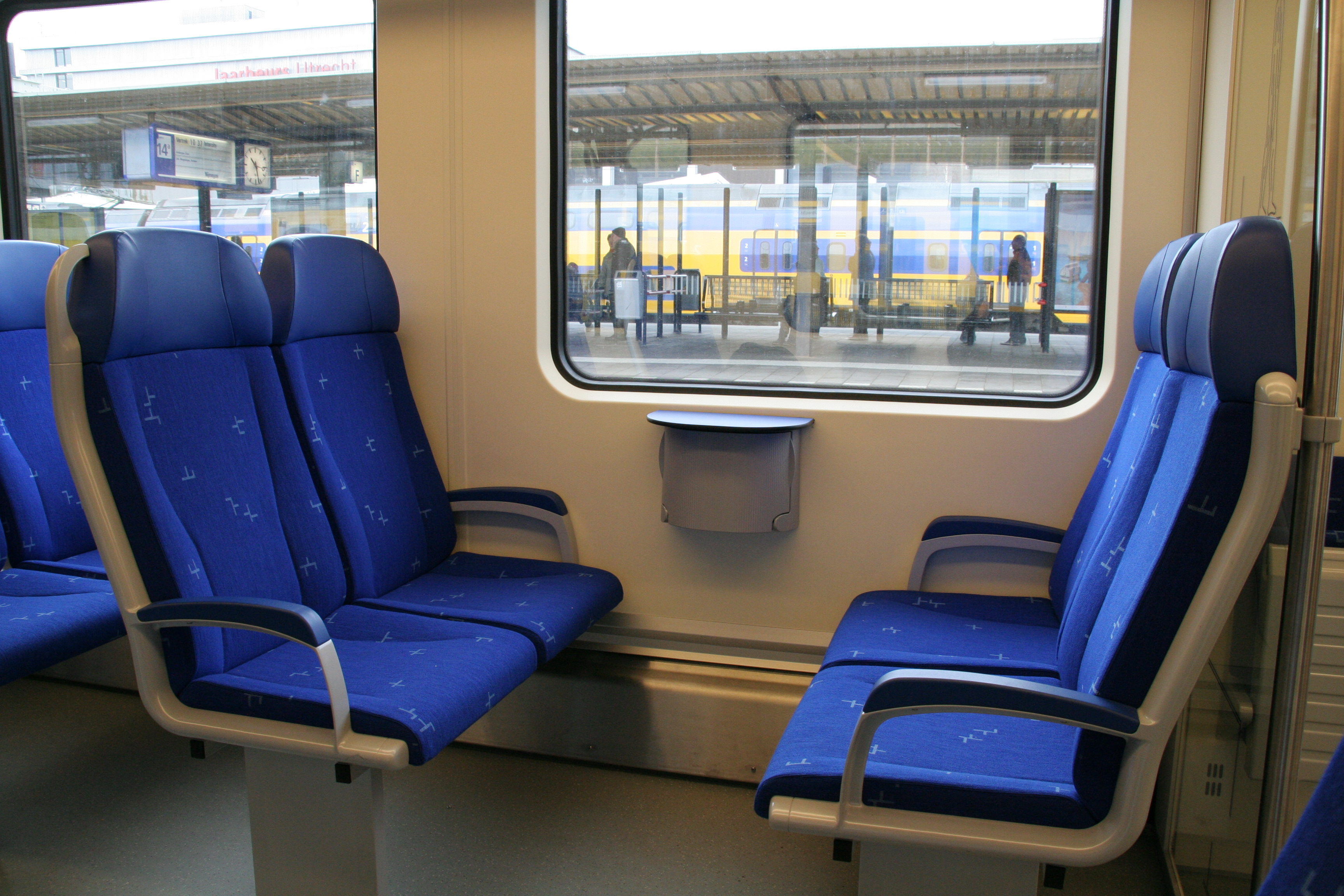
Tafeltje in Sprinter Lighttrain

Gewone tafelDe meeste voorkomende tafels zijn tafels in huizen om aan te eten. Deze kunnen in de keuken of in de kamer staan, en heten ook wel eettafels. Ze zijn ca. 80 cm hoog en gemaakt om aan te zitten. Ook zijn er salontafels die veel lager zijn
Grote tafelDe grootste tafels zijn waarschijnlijk vergadertafels. Deze kunnen uit afzonderlijke tafels zijn samengesteld. Soms zijn deze tafels rond, zodat iedereen elkaar zo goed mogelijk kan zien. Zie ook de Ronde Tafel van Koning Arthur.
Kleine tafelEr zijn vele soorten kleinere tafels. Bijvoorbeeld kleine bijzettafels. Een opstapje kan ook als klein tafeltje gebruikt worden. Er zijn ook speciale tafeltjes om half-liggend in bed te kunnen eten. Ook bestaan er kleine tafeltjes om een telefoon op te zetten, die vaak oudere mensen naast hun stoel hebben staan.
ConferentietafelDikwijls is dit een ovale tafel, zodat er toch twee lange zijden zijn, en men tegelijkertijd zo zit dat men elkaar kan observeren en verstaan. De voorzitter, of bemiddelaar zit dan aan een van de korte zijden. Bij onderhandelingen, vredesconferenties is de vorm van de tafel soms erg belangrijk, vooral als er meerdere partijen vertegenwoordigd zijn. Zo onderhandelde men bij het beëindigen van de Vietnam-oorlog weken over de vorm van de tafel, en welke partij waar moest zitten: Amerika, Noord-Vietnam, Zuid-Vietnam, Vietcong. Een lange tafel met aan beide zijden twee partijen geeft de indruk van "frontvorming". Een vierkante tafel met aan elke zijde één partij laat uitschijnen dat alle partijen evenwaardig zijn, wat ook niet iedereen wil.
PicknicktafelEr zijn verschillende soorten picknicktafels. Picknicktafels zijn zowel te vinden in openbare ruimtes als op priveterrein. Een picknicktafel bestaat meestal uit een tafel met daaraan gemonteerde zitbanken of stoelen die gebruikt kunnen worden om te picknicken. Picknicktafels zijn over het algemeen gemaakt van hout of van plastic.
Tafel in het openbaar vervoerBij treinen met banken of stoelen in vis-à-vis opstelling zit aan de raamkant vaak een smal vast tafeltje. Bij stoelen achter elkaar (coach-opstelling) heeft men vaak een inklapbaar tafeltje in de rugleuning van de stoel voor zich.
In een kantoor heet een werktafel een bureau.